# Љубић (планина)
Љубић је ниска планина у сјеверној Босни, у Републици Српској, у општини Прњавор. То је једна од најсјевернијих планина Босне. Сјеверније од ње се налази само Мотајица, а даље на сјевер је Панонска низија.
Највиши врх Љубића је Свињар (594 мнв), а још неколико врхова прелазе висину од 500 мнв. То су Орловски вис (543 мнв), Мраморје (543 мнв), Клупе (512 мнв) и Мрамор (540 мнв). На Свињару се налази радио торањ за војне комуникације. Иако је ниска планина, Љубић је осамљен и релативно удаљен од осталих планина, па је поглед са његових врхова отворен надалеко. Са Љубића су лако уочљиве околне планине Борја, Очауш, Вучја планина, Змајевац, Озрен, Мотајица, Козара, Узломац и Мањача, а уз изузетно добре временске услове могу се видјети и врхови Грмеча, Папука, Осјеченице и Влашића. Због те издвојености, препознатљивог облика ниске и широке пирамиде и торња на врху и Љубић је лако уочљив са свих тих планина. Уз радио торањ на Свињару постоји стална војна посада, па тачан врх планине није доступан цивилима.
Јужне падине Љубића омеђене су ријеком Укрином, сјеверне рјечицом Вијаком, а бројни су и мањи потоци по Љубићу. Уз сјеверну страну планине се налази и вјештачко језеро Дренова.
У народу се Љубић назива планином поскока.
Као ниска и лако доступна планина, Љубић је веома популаран као одредиште за излетовање. На Равном брду на Љубићу Шумска управа Прњавор изградила је излетиште са уређеним спортским тереном, а планинари из ПД Адреналин из Теслића су 2015. године означили и прву планинарску стазу гребенима Љубића.
На локалитету Витин Конак 2015. године, Бране Шушак из Прњавора, је својим средствима изградио спомен-обиљежје од клесаног камена у облику пирамиде посвећено устанку и устаницима љубићког краја. На овом мјесту СУБНОР Прњавор је поставио мермерну таблу са натписом о датуму формирања Прњаворске партизанске чете (1941) којом је командовао народни херој Новак Пивашевић.
-Извор:
Љубић (не)испричане приче, издање 2017, аутор Бране Шушак.